# Kurşunlu, Mustafakemalpaşa
Kurşunlu là một xã thuộc huyện Mustafakemalpaşa, tỉnh Bursa, Thổ Nhĩ Kỳ. Dân số thời điểm năm 2011 là 376 người.